# Oltre Giuba
1924–1926
Entités précédentes :
- Colonie et protectorat du Kenya

Entités suivantes :
- Somalie italienne

Oltre Giuba ou Trans-Juba (en arabe : شرق جوبا الإيطالية) était une colonie italienne sur le territoire du Jubaland dans l'actuelle Somalie du Sud. Elle a duré un an, de 1924 à 1925, date à laquelle elle a été intégrée à la Somalie italienne. Trans-juba est l'ancien nom du Jubaland, un État membre fédéral de la Somalie. 

## Histoire

### Jubaland

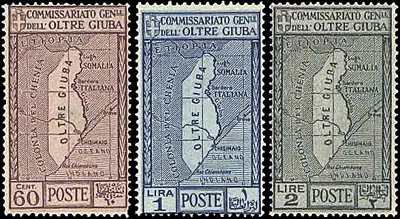
Timbres-poste Trans-Juba ("Oltre Giuba") de 1926

La Trans-Juba italienne a été établie en 1924, après que la Grande-Bretagne a cédé la partie nord de la région du Jubaland à l'Italie en récompense de l'adhésion des Italiens aux Alliés lors de la Première Guerre mondiale. Le territoire a ensuite eu une brève existence sous le nom de Trans-Juba (Oltre Giuba) sous le gouverneur Corrado Zoli (16 juillet 1924-31 décembre 1926).
L'Italie a émis ses premiers timbres-poste pour la nouvelle colonie le 29 juillet 1925, consistant en des timbres italiens surimprimés Oltre Giuba. La Grande-Bretagne a conservé le contrôle de la moitié sud du territoire partagé du Jubaland, qui a été appelé plus tard la Province nord-orientale.
En 1925, un an après sa formation, le Trans-Juba a été intégré à la Somalie italienne.
La colonie avait une superficie totale de 87.000 km² (33.000 sq mi), et en 1926, une population de 120.000 habitants. Dans la capitale Kismaayo (Chisimaio), il y avait un très petit groupe de colons italiens, principalement des marchands. À cette époque, la ville était la troisième plus grande de Somalie et servait de port d'escale pour les petits navires militaires.

### Îles Bajuni
Les îles Bajuni ("Isole Giuba") ont fait partie de l'Afrique orientale britannique jusqu'à la Première Guerre mondiale. Elles ont ensuite été transférées à l'Italie en 1926.
Selon Wightwick Haywood, alors fonctionnaire britannique en poste à Kisimayo, qui a visité les îles Bajuni en 1913, les seules îles habitées de la chaîne étaient Tovai (c'est-à-dire Chovaye - la plus grande île de la chaîne) et la proche Tula (c'est-à-dire Chula). Chacune de ces deux îles ne faisait pas plus de trois miles de long et un mile de large. On y cultivait du maïs, du millet, des patates douces et des noix de coco. Les habitants des îles de l'époque, dont certains, selon Haywood, étaient d'origine arabe et/ou perse, construisaient des boutres, que le fonctionnaire britannique considérait comme "d'excellents bateaux de mer". Cependant, les îles étaient principalement habitées par le peuple éponyme des Bajuni.